# Henry Every
Henry Every také John Avery či John Evory přezdívaný Captain Bridgeman nebo Long Ben (1653? Devon, Anglie - po roce 1694? Bideford Anglie) byl anglický pirát, jeden z nejznámějších z konce 17. století, model pro románovou postavu kapitána Singletona spisovatele Daniela Defoe. Během svého života působil hlavně v Atlantském a Indickém oceánu. Spolupracoval také s dalším velkým pirátem, Thomasem Tewem. 

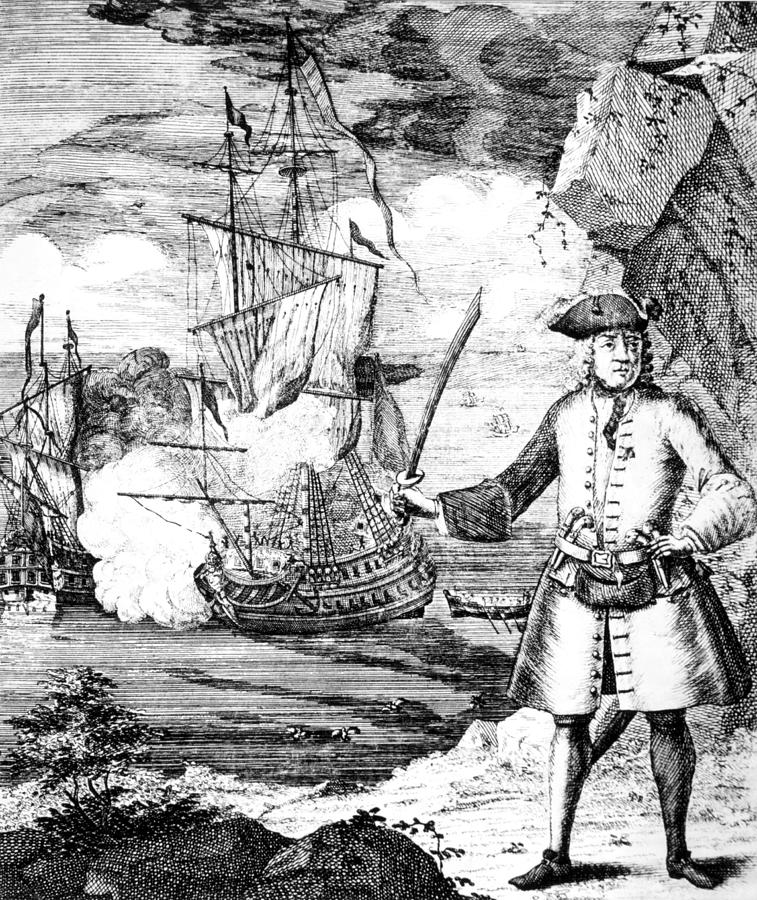
Henry Every, v pozadí jeho loď Fancy

## Životopis
Před započetím pirátské kariéry sloužil v královském námořnictvu na otrokářských lodích a také jako korzár. V roce 1694 ve službách Španělska pomohl osnovat vzpouru při čemž byl zvolen kapitánem pirátské lodi, kterou přejmenoval na Fancy a začal napadat obchodní lodě na cestě kolem Afriky. V roce 1695 se spojil s dalšími pěti pirátskými loděmi, s nimiž vytvořil malou flotilu, která se pod jeho velením plavila k ústí Rudého moře. S flotilou pěti lodí byl natolik silný, že zaútočil i na dobře chráněnou flotilu s lodí Gang-i-Sawai Mughalské říše, která vezla poklad z Indie na Blízký východ a kterou se mu podařilo porazit. Přeživší byli mučeni, ženy cestující na lodích znásilněny. Brutalita v té době byla obvyklá, zejména z důvodu náboženských a rasových rozdílů. Piráti napočítali asi 600 000 liber zlata, stříbra a drahokamů. Každý pirát obdržel 1000 liber.
Poté flotilu rozpustil a na vlajkové lodi Fancy odplul do Karibiku. V New Providence na Bahamách podplatil guvernéra Williama Beestona, kterému zaplatil 7000 liber zlata za ochranu. Také chtěl podplatit Mughalskou říši, ale neuspěl, naopak Mughalská říše vypsala na něho odměnu 500 liber zlata. Kvůli tomu musel Henry odplout se zbytkem posádky do Irska. Někteří piráti z posádky byli zajati a popraveni oběšením, ale Henry pokaždé utekl a zmizel do neznáma. O jeho dalším působení historici nemohou najít shodu. Zemřel někdy po roce 1694.